# Енчец, Ганка
Га́нка Е́нчец (в.-луж. Hanka Jenčec, немецкий вариант — Анне Енч нем. Anne Jentsch, 1983 года, Галле, Германская Демократическая Республика) — лужицкая писательница и драматург. Пишет на верхнелужицком и немецком языках.

## Биография
Родилась в 1983 году в городе Галле, Саксония-Анхальт. В 1985 году вместе с родителями переехала в Баутцен. В 2001 году окончила Серболужицкую гимназию. Проходила стажировку в Праге, после чего работала в Немецко-серболужицком народном театре. Потом изучала сорабистику, философию и литературоведение в Лейпцигском университете. С 2008 года работает свободным писателем.

## Награды
- В 2010 году удостоилась награды «Stücke für die Lücke» за пьесу «Crux oder Der Heiland unterm Bett»[1]. В январе 2016 года состоится премьера этой пьесы в Немецко-серболужицком народном театре[2].
- Премия федерального Агентства по гражданскому образованию

## Сочинения
- Sonne im Tank (театральная пьеса)
- Crux oder Der Heiland unterm Bett (театральная пьеса)
- Das Geräusch der Anderen — Wursthypnose
- Die drei Schwäne (драма)
- Brězy, Rozhlad, 54 (2004) — 7. — S.249
- Studijo hraje čo. 5: zwučowanska hra za młodej hrajerce, 2001
- Miles Gloriosus: komedija; swobodnje po Titusu Maccusu Plautusu, 2002